# Thrixspermum carnosum
Thrixspermum carnosum là một loài thực vật có hoa trong họ Lan. Loài này được (K.Schum.) Schltr. miêu tả khoa học đầu tiên năm 1911.